# Pavel Đurković
Pavel Đurković (serbisch-kyrillisch Павел Ђурковић; * 1772 in Frankenstadt; † 1830 in Odessa) war ein serbischer Maler.

## Leben
Đurković war Anhänger des Rationalismus und Josephinismus. Er malte Ikonostasen und Porträts. Seine bedeutendsten Werke sind die Ikonostasen der Kirche in Werschetz und der in Weißkirchen (ca. 1792). Seine Kreuzabnahme Christi entstand 1801 in Dunaföldvar (jetzt im serbischen Museum Sankt Andrä). 1809 schuf er die Ikonostase der Johannes-Kirche in Sombor in einem Stil zwischen Barock und Klassizismus. 1811 malte er den Archimandriten Pavle Hadžić. 1812 arbeitete er für die Familie Karamata, in deren Haus in Zemun sich mehrere seiner Porträts befinden. 1816 malte er die Porträts von Vuk Stefanović Karadžić und Lukijan Mušicki. 1820 entstand das Porträt des Metropoliten von Sremski Karlovci Stefan Stratimirović, Oberhaupt der Serbisch-Orthodoxen Kirche. 1824 porträtierte er Fürst Miloš Obrenović mit Turban, den er 1823 bereits mit Fes gemalt hatte, und Fürstin Ljubica.
Đurković reiste in die Walachei und die Moldau und ließ sich schließlich in Odessa nieder. Dort schuf er als eines seiner letzten Werke das Porträt des Physikers Atanasije Stojković.

## Werke

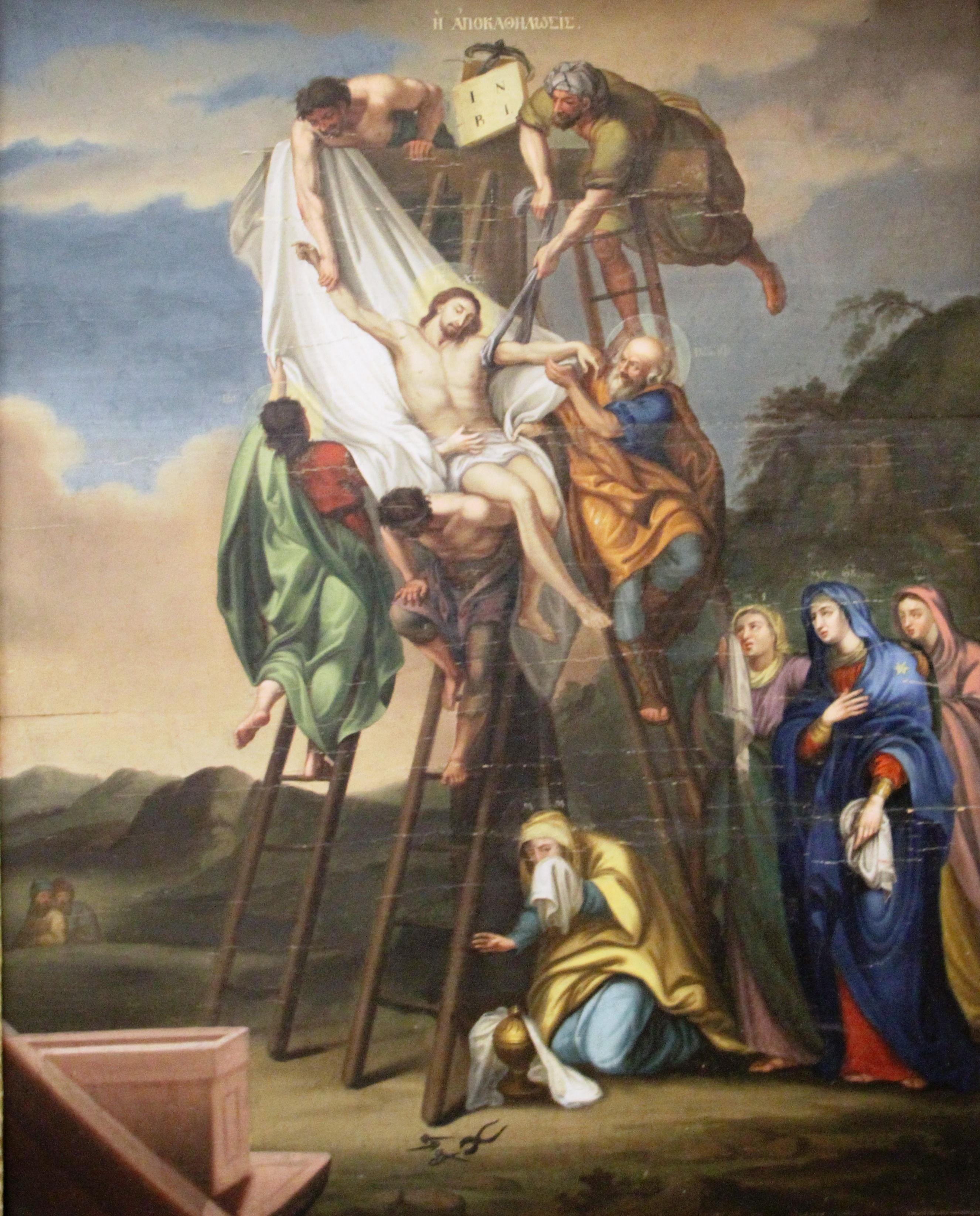
Kreuzabnahme Christi (1801)
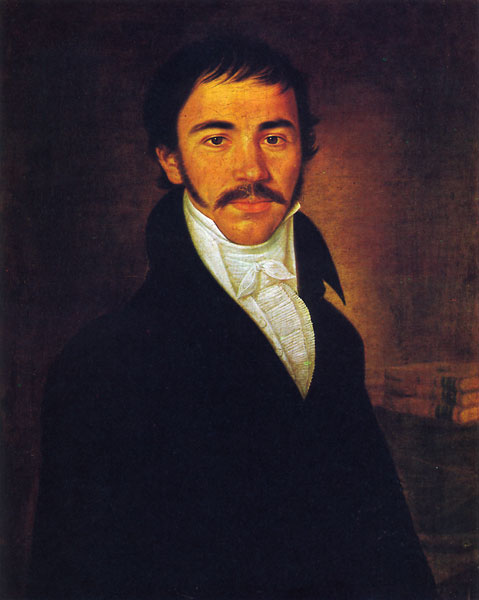
Vuk Stefanović Karadžić (1816)
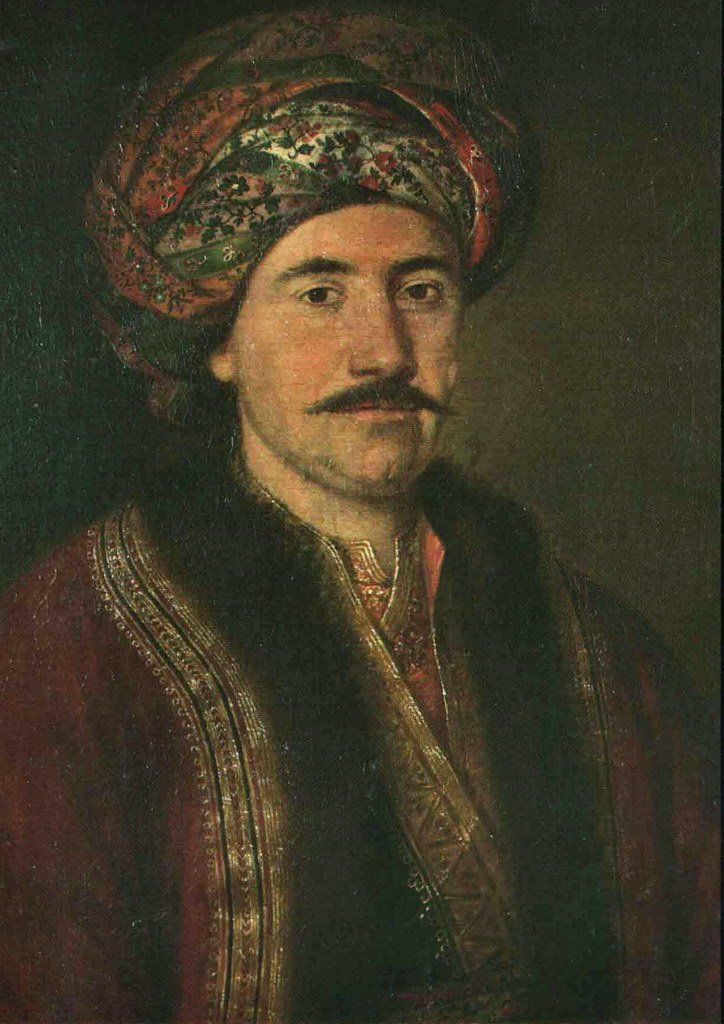
Fürst Miloš Obrenović mit Turban (1824)